# Samantha Reid
Samantha Lee Reid (* 28. Oktober 1988 in Sunnybank, Queensland) ist eine ehemalige australische Synchronschwimmerin, die an den Olympischen Sommerspielen 2008 in Peking und an den Olympischen Sommerspielen 2012 in London teilnahm.

## Karriere

### Olympische Spiele
Bei den Olympischen Sommerspielen 2008 in Peking gehörte Samantha Reid zum australischen Aufgebot im Mannschaftswettkampf. Zusammen mit ihren Mannschaftskameradinnen Eloise Amberger, Coral Bentley, Sarah Bombell, Myriam Glez, Érika Leal Ramírez, Tarren Otte, Bethany Walsh und Tamika Domrow absolvierte sie den olympischen Wettkampf am 22. und 23. August 2008 im olympischen Schwimmzentrum in Peking und belegte den 7. Platz von acht teilnehmenden Mannschaften mit einer Gesamtwertung von 82,167 Punkten.
Tarren Otte gehörte im Jahr 2012 in London bei den Olympischen Sommerspielen 2012 zum australischen Aufgebot im Mannschaftswettkampf. Zusammen mit ihren Mannschaftskameradinnen Eloise Amberger, Jenny-Lyn Anderson, Sarah Bombell, Olia Burtaev, Tamika Domrow, Bianca Hammett, Tarren Otte und Ersatzathletin Frankie Owen absolvierte sie den olympischen Mannschaftswettkampf am 10. August 2012 im London Aquatics Centre und belegte den 8. Platz von acht teilnehmenden Mannschaften mit einer Gesamtwertung von 154,930 Punkten.